# Beszédhelyzet
A beszédhelyzet vagy másképpen szituációs kontextus egy viszonyállapot, amelyben a kommunikáció résztvevői információt kapnak egymás társadalmi jellemzőiről, motivációiról, cselekvéseiről. A ki, kinek, mikor, hol kérdések segítségével írhatjuk le azokat a kommunikációs körülményeket, amelyek együttesen alkotják a beszédhelyzetet. Ezek az ismeretek és tényezők alapvetően meghatározzák a megnyilatkozások értelmezési lehetőségeit, és hozzájárulnak a nyelvi kommunikáció szövegének értelmén kívül annak formájához is.

## A beszédhelyzet dinamikus rendszere
A beszédhelyzetről általában elmondható, hogy a résztvevők egyszerre több, a következőkben felsorolt, tevékenység és észlelt viszony által kerülnek kapcsolatba (Tolcsvai 2001): 
1. A szövegvilágban értelmezett tér-idő tartományban tartózkodás
2. A résztvevők ismert szociokulturális helyzete
3. Az egymásra közvetlenül vagy közvetett módon ható tevékenységek (cselekvések)
4. A szövegek létrehozása és megértése

## Személyközi viszonyok a beszédhelyzetben
A beszédhelyzetben jelentős szerepük van a személyközi viszonyoknak, például hogy ki a megnyilatkozó, kinek szól a megnyilatkozás, a két résztvevőknek milyen a kapcsolata és az egymáshoz képest elfoglalt társadalmi és kulturális helyzete.
A személyközi viszonyok a beszédhelyzetben elkerülhetetlenül jönnek létre. Ha a résztvevők már ismerik egymást, akkor az előzetes, már megszerzett tudásukra támaszkodnak, és különböző elvárások lépnek fel egymással szemben.  Ha nem ismerik a felek egymást, akkor a beszélgetés során szereznek egymásról információt, és ez alapján értékelik a másikat attribúciós műveletek segítségével. Ebben az esetben általánosított, tipizált elvárások lépnek életbe.
A kommunikációban részt vevő felek szociokulturális helyzete és helyzeteikből eredő viszonyok is lényegesek a beszédhelyzet szempontjából. Ezzel összefüggésben a társadalmi szerep szintén fontos jellemző, de nem tekinthető állandónak, mert eltérő kommunikációs helyzetek, eltérő alá-, fölé- és mellérendeltségi viszonyokat eredményezhetnek. Például ugyanaz a személy különböző interakciókban lehet feleség, anya, főnök, munkatárs, gyermek.

## Tér- és időbeli viszonyok a beszédhelyzetben
.